# Attagenus insidiosus
Attagenus insidiosus là một loài bọ cánh cứng trong họ Dermestidae. Loài này được Halstead miêu tả khoa học năm 1981.